# Franz Xaver Edlhard
Franz Xaver Edlhard (* 14. März 1825 in Abensberg; † 1. Mai 1907 in Günzburg) war ein bayerischer Verwaltungsjurist.

## Werdegang
Edlhard studierte Rechte an der Universität München und legte 1852 den Staatskonkurs (Zweites Staatsexamen) ab. Er war von 1850 bis 1860 am Landgericht Rosenheim tätig und wurde dann zum Assessor des Landgerichts Pfaffenhofen ernannt. Im Juli 1882 kam er als Bezirksamtsassessor nach Schrobenhausen. Im September 1874 wurde er zum Bezirksamtmann von Wertingen ernannt. Zum 1. Februar 1883 wechselte er in gleicher Funktion nach Günzburg.